# Der gute Kamerad

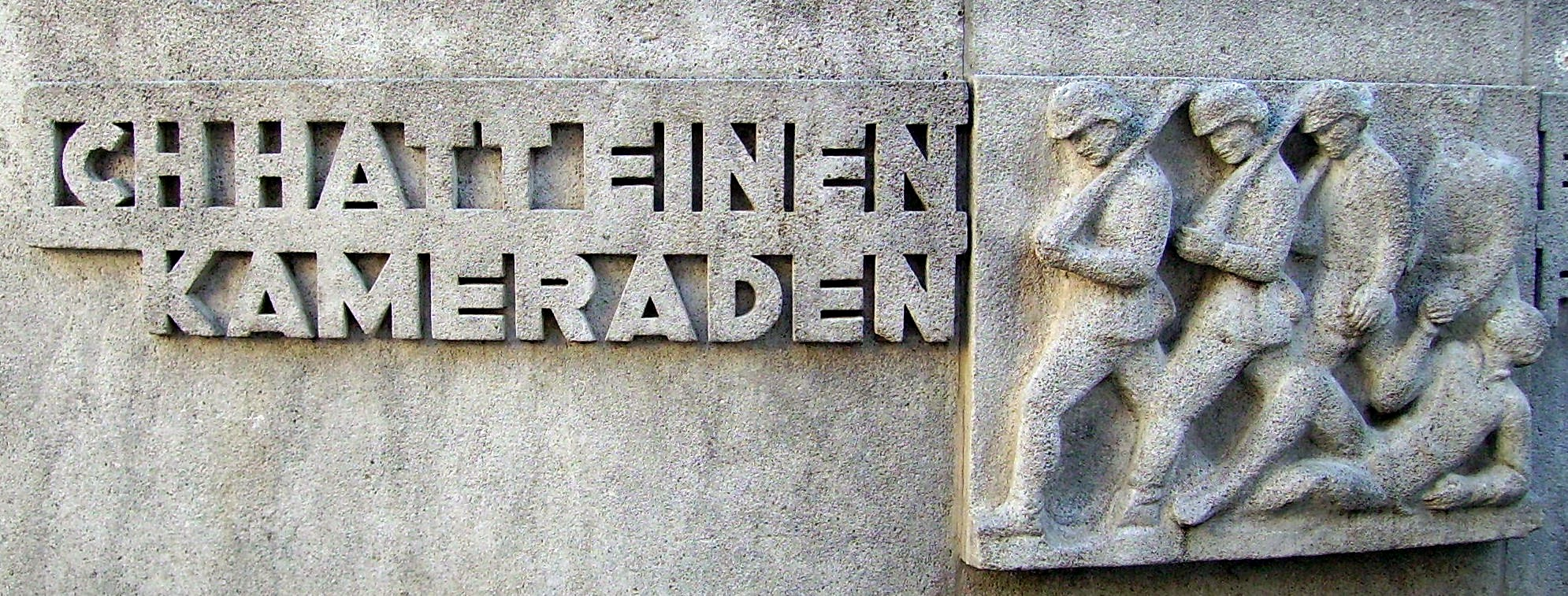
Detail van de "Kriegerbrunnen" in Speyer.

Ich hatt’ einen Kameraden of "Der gute Kamerad" is een traditionele klaagzang in het Duitse leger. De tekst werd in 1809 geschreven door de Duitse dichter Ludwig Uhland. In 1825 maakte de componist Friedrich Silcher de muziek. 
Der gute Kamerad speelt een belangrijke ceremoniële rol bij het Duitse leger en is een integraal deel van een militaire begrafenisceremonie sinds 1870. Het lied is ook traditioneel geworden bij de begrafenissen van militairen in Oostenrijk, de Oostenrijkse brandweer en het op Pruisische leest geschoeide Chileense leger. Het wordt ook in zekere mate gebruikt in het Franse leger, met name in het Vreemdelingenlegioen. Tijdens de Tweede Wereldoorlog werd dit lied gebruikt bij bijna elke officiële dodenherdenking en begrafenisplechtigheid van alle leden van Duitse en Duitsgezinde (para-) militaire organisaties. De Bundeswehr voert sinds haar bestaan deze traditie verder. Ook bij de Vlaamse oostfronters en andere Vlaamse paramilitaire organisaties liet dit lied tijdens de Tweede Wereldoorlog een blijvende indruk na. Van dit lied bestaat de Nederlandstalige versie Ik had een wapenbroeder dat in Vlaams-radicale middens nog vaak wordt gezongen.
Af en toe wordt het lied gespeeld bij burgerlijke plechtigheden, meestal als de overledene aangesloten was bij het leger. Het wordt ook vaak gezongen bij de begrafenis van leden van een Studentenverbindung. Het lied wordt ten slotte ook gezongen op Volkstrauertag, de Duitse herdenkingsdag voor de gesneuvelden. Wanneer het lied wordt afgespeeld salueren de soldaten, een eer die alleen eigenlijk aan nationale volksliederen is gegeven.
Het lied wordt ook gespeeld bij kransleggingen van buitenlandse staatshoofden en anderen bij het Duits nationaal oorlogsmonument in de Neue Wache in Berlijn.

## Tekst
| Tekst | Vertaling |
| --- | --- |
| Ich hatt' einen Kameraden, Einen bessern findst du nit. Die Trommel schlug zum Streite, Er ging an meiner Seite \|: In gleichem Schritt und Tritt. :\| Eine Kugel kam geflogen: Gilt sie mir oder gilt sie dir? Sie hat ihn weggerissen, Er liegt zu meinen Füßen \|: Als wär's ein Stück von mir :\| Will mir die Hand noch reichen, Derweil ich eben lad'. "Kann dir die Hand nicht geben, Bleib du im ew'gen Leben \|: Mein guter Kamerad!" :\| | Ik had eens een kameraad, een betere vind je niet. De trommel sloeg ten strijde hij marcheerde aan mijn zijde \|: in gelijke pas en tred. :\| Een kogel kwam gevlogen bestemd voor mij of voor jou? Het heeft hem weggereten, hij ligt nu aan mijn voeten \|: alsof hij een deel van mij is. :\| Wil mij zijn hand nog reiken, terwijl ik mijn geweer laad. "Kan je mijn hand niet geven, blijf jij in het eeuwige leven \|: Mijn goede kameraad!" :\| |